# Julie von den Wölfen
Julie von den Wölfen (engl. Julie of the Wolves) ist ein Jugendroman der amerikanischen Autorin Jean Craighead George, der 1972 mit Illustrationen von John Schoenherr beim Verlag Harper & Row veröffentlicht wurde. Die deutsche Erstausgabe in einer Übersetzung von Friedl Hofbauer erschien 1974 beim Verlag Sauerländer. Es gibt zwei Fortsetzungen, Julie – Neue Freundschaften (engl. Julie) und Julies Wolfsrudel (engl. Julie's Wolf Pack).

## Hintergrund
Der Roman gehört zu einer Reihe von Jugendbüchern von George, in denen Tiere und die Umwelt, in der sie leben, eine bedeutende Rolle spielen. Das erste Buch war „My Side of the Mountain“ (deutsch: Ein Jahr als Robinson. Ein Bubentraum wird Wirklichkeit) von 1959. Direkt vor Julie of the Wolves erschien 1971 Who Really Killed Cock Robin? (deutsch: Der Fall Rotkehlchen. Umweltsündern auf der Spur) von 1971.
In der Vorbereitung auf das Buch besuchte George das Arctic Research Lab in Barrow, Alaska, wo sie sich von den Wissenschaftlern dort über das Leben der Wölfe informierte. Sie trat dort auch in Kontakt mit den sozialisierten Wölfen, die am Lab lebten. Auch nach Erscheinen des Buches blieb sie der Station verbunden. So forschte auch ihr Sohn Craig dort einige Jahre später.

## Inhalt
Die Geschichte ist in drei Kapitel aufgeteilt, wobei das erste, „Amaroq, der Wolf“, Julies aktuelle Situation beschreibt, das zweite Kapitel, „Julie, das Mädchen“, eine Rückblende darstellt und ihre Kindheit behandelt, um dann im 3. Kapitel, „Kapugen, der Jäger“, die Geschichte aus dem ersten Kapitel fortzusetzen.
Miyax ist ein Eskimomädchen, das zwischen dem modernen Alaska und der Tradition ihres Volkes steht.
Sie wächst in der Tundra mit ihrem Vater Kapugen in der Gesellschaft von Seehundjägern auf.
Im Alter von neun Jahren bringt Kapugen Miyax zu ihrer Tante Martha nach Mekoryug, um die Schule besuchen zu können. Martha erweist sich als streng. Miyax erhält den westlichen Namen „Julie.“ Kapugen erzählt ihr, dass sie, falls sie dort nicht glücklich ist, im Alter von 13 Jahren Daniel, den Sohn von Kapugens Freund, heiraten und zu diesem ziehen könne.
Bei Martha erfährt sie, dass ihr Vater von einer Jagd nicht zurückgekehrt und jetzt tot sei. Als sie 13 ist, heiratet Julie Daniel, um der Tante zu entfliehen. Bei Daniel in Barrow angekommen, bemerkt sie, dass Daniel geistig etwas zurückgeblieben ist. Das akzeptiert sie so lange, bis er versucht, sie zu vergewaltigen. Sie flieht in die Wildnis.
Julies Ziel ist San Francisco, wo ihre Brieffreundin wohnt. Sie irrt tagelang durch die Tundra. Halb verhungert versucht Miyax/Julie sich an die Überlebenstechniken in der Tundra zu erinnern, die sie in ihrer Kindheit gelernt hatte. Als sie schließlich einem Wolfsrudel begegnet, erinnert sie sich an die Worte ihres Vaters: „Brüder sind die Wölfe.“
Sie kommuniziert mit den Wölfen, um Nahrung, Wasser und andere überlebenswichtige Dinge zu bekommen.
Sie zieht mit den Wölfen. Im Herbst kündigen leere Ölfässer an, dass sie sich der Zivilisation nähern. Männer aus dem Dorf gehen auf Wolfsjagd, der Leitwolf Amaroq wird vom Flugzeug aus erschossen. Miyax pflegt den angeschossenen Wolf Kapu, bis dieser sich erholt hat und die Führung des Rudels übernehmen kann. Durch die Wildniserfahrungen, die Miyax unter den Wölfen gemacht hat, kann sie mittlerweile alleine leben.
Während sie im Iglu lebt, erfährt sie, dass ihr Vater noch lebt. Sie sucht ihn auf, um zu erfahren, dass er inzwischen mit einer weißen Frau inmitten moderner Annehmlichkeiten lebt. Sein Haus sieht aus wie ein traditionelles Haus, besitzt aber Elektrizität. Die Jagd findet noch statt, wird aber von Flugzeugen aus ausgeführt.
Miyax verlässt ihn entrüstet zeitweise, um sich zum Ende des Buches doch wieder mit ihm und seiner Frau zu verständigen.

## Themen
Der Zwiespalt den Julie/Miyax erlebt zwischen dem naturverbundenen traditionellen Leben der Eskimo und einem Leben, das die Veränderungen annimmt, die die Weißen gebracht haben, ist typisch für den Zwiespalt der Eskimo zu dieser Zeit. Beide Orte, an denen sie aufwächst, das Lager mit Kapugen und Mekoryug, spiegeln auf jeweils eigene Art den Einfluss der Weißen wieder. Nur in der Tundra ist ein traditionelles Leben noch möglich.
Eine wichtige Rolle spielt die Kommunikation innerhalb des Wolfsrudels, in dem Julie sich bewegt. Jean Craighead George hatte diese im Vorfeld des Romans ausführlich recherchiert und gibt sie detailreich wieder. Der Roman war eines der ersten Bücher für ein breites Publikum, der Wölfe nicht als grausame Jäger zeichnete, sondern diese in ihrer Sozialstruktur im Familienverband porträtierte.

## Rezeption
Kritiker lobten insbesondere die authentische und detaillierte Beschreibung des Lebens der Eskimo. Auch die Beschreibungen vom Leben der Wölfe werden vielfach gelobt.
In der Jurybegründung zum Deutschen Jugendliteraturpreis heißt es: „Dieses Buch, das am Beispiel der Geschichte des Eskimomädchens in hervorragender Weise die untergehende Welt der Eskimos und darüber hinaus die Lebensweise der Menschen vor der Zivilisation schildert, vereint präzise Naturbeschreibung und märchenhafte Elemente. Überzeugend ist die Spannung, in die das Mädchen hineingezogen wird, weil es sich weder dem Kulturkreis der Eskimos, noch dem der ‚Bleichgesichter‘ voll zugehörig fühlt. Das Ringen um eine eigene Lebensform wird deutlich. Ein außergewöhnliches und ehrliches Buch – voll innerer und äußerer Spannung, mit einem hohen Informationswert und einer reichen, differenzierten Sprache. Es vermag nachdenklich zu machen, vor allem auch, weil es simple Lösungen vermeidet.“ Jenny Doubt schreibt in ihrer Buchrezension: „Als sie darüber nachdenkt, dass Wölfe vom Aussterben bedroht sind, wird Julie mit dem möglichen Verschwinden ihrer eigenen Eskimo-Kultur konfrontiert. Das Mädchen hat die Wahl: Will sie eine Zukunft als ‚Julie‘ oder als ‚Miyax‘? Die Geschichte ruft uns ins Gedächtnis, wie wichtig die Kommunikation zwischen den Kulturen ist.“
Im November 2007 gab Jean Craighead George auf ihrer Homepage bekannt, dass Julie von den Wölfen von Robert and Andy Young Productions Inc. verfilmt werden soll. Im Jahr 2024 wurde das Projekt immer noch als „in Entwicklung“ eingestuft.

## Auszeichnungen
Das Buch gewann 1973 die Newbery Medal und war Finalist für den National Book Award. Die deutsche Übersetzung gewann 1975 den Deutschen Jugendbuchpreis in der Kategorie Jugendbuch.

## Referenzen
Julie von den Wölfen ist in dem literarischen Nachschlagewerk 1001 Kinder- und Jugendbücher – Lies uns, bevor Du erwachsen bist! für die Altersstufe 12+ Jahre enthalten.

## Ausgaben
- Julie of the Wolves. Harper & Row, USA 1972 (englisch).
- Julie von den Wölfen. Sauerländer, 1974.
- Julie von den Wölfen. 24. Auflage. dtv junior, München 2000, ISBN 3-423-07351-9.